# Кантийак
Кантийа́к (фр. Cantillac) — коммуна во Франции, находится в регионе Аквитания. Департамент — Дордонь. Входит в состав кантона Брантом. Округ коммуны — Нонтрон.
Код INSEE коммуны — 24079.

## География

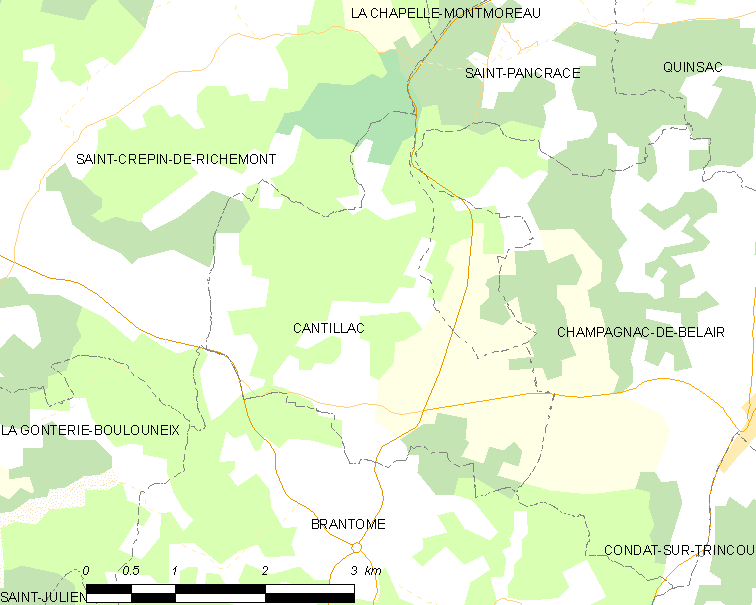
Карта коммуны

Коммуна расположена приблизительно в 410 км к югу от Парижа, в 115 км северо-восточнее Бордо, в 25 км к северу от Перигё.

### Климат
Климат умеренный океанический со средним уровнем осадков, которые выпадают преимущественно зимой. Лето здесь долгое и тёплое, однако также довольно влажное, здесь не бывает регулярных периодов летней засухи. Средняя температура января — 5 °C, июля — 18 °C. Изредка вследствие стечения неблагоприятных погодных условий может наблюдаться непродолжительная засуха или случаются поздние заморозки. Климат меняется очень часто, как в течение сезона, так и год от года.

## Население
Население коммуны на 2010 год составляло 194 человека.
| 1962 | 1968 | 1975 | 1982 | 1990 | 1999 | 2010 |
| ---- | ---- | ---- | ---- | ---- | ---- | ---- |
| 159  | 164  | 186  | 163  | 151  | 167  | 194  |

## Администрация
| Период | Период | Фамилия       | Партия       | Примечания |
| ------ | ------ | ------------- | ------------ | ---------- |
| 1951   | 1965   | Гастон Руайе  |              |            |
| 1965   | 1971   | Жерве Жиру    |              |            |
| 1971   | 1977   | Поль Ламезюра |              |            |
| 1977   | 2008   | Реймон Шансо  |              |            |
| 2008   | 2020   | Пьер Нико     | беспартийный | пенсионер  |

## Экономика
В 2010 году среди 126 человек трудоспособного возраста (15-64 лет) 96 были экономически активными, 30 — неактивными (показатель активности — 76,2 %, в 1999 году было 76,4 %). Из 96 активных жителей работали 90 человек (48 мужчин и 42 женщины), безработных было 6 (2 мужчин и 4 женщины). Среди 30 неактивных 8 человек были учениками или студентами, 15 — пенсионерами, 7 были неактивными по другим причинам.

## Достопримечательности
- Церковь Рождества Пресвятой Богородицы (XII век). Исторический памятник с 1970 года[5]

## Фотогалерея

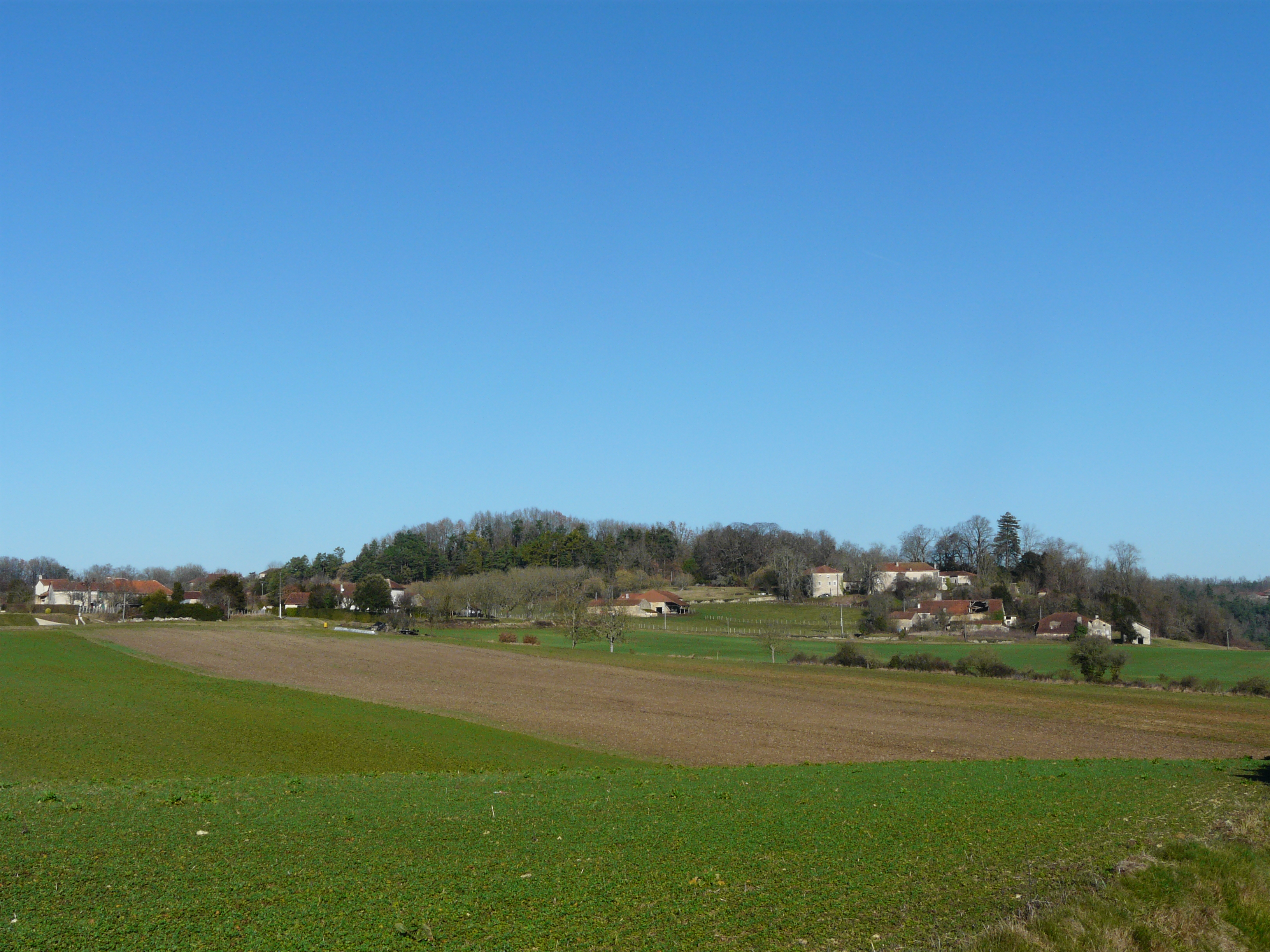
Кантийак
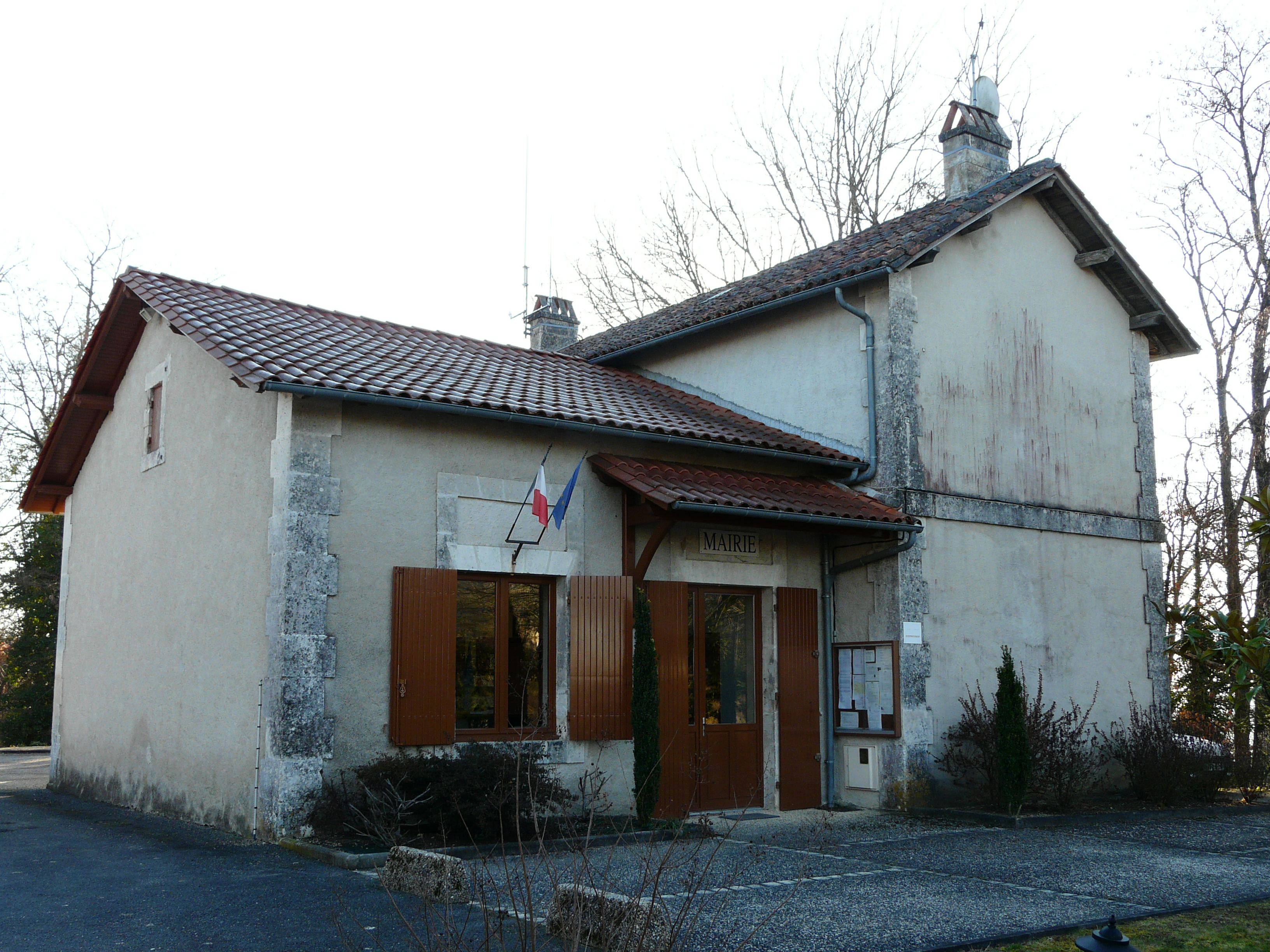
Мэрия (бывшая школа)
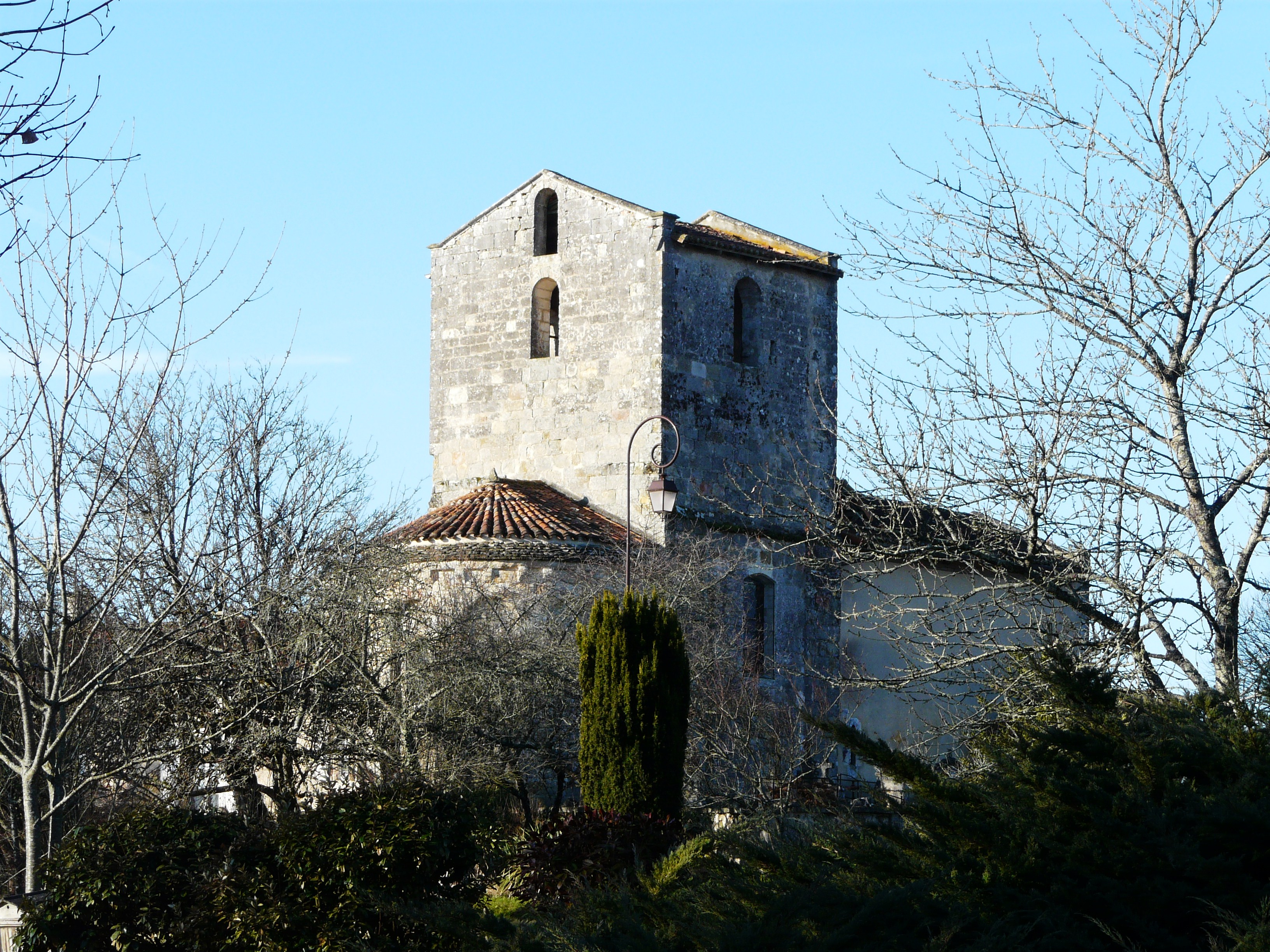
Церковь Рождества Пресвятой Богородицы
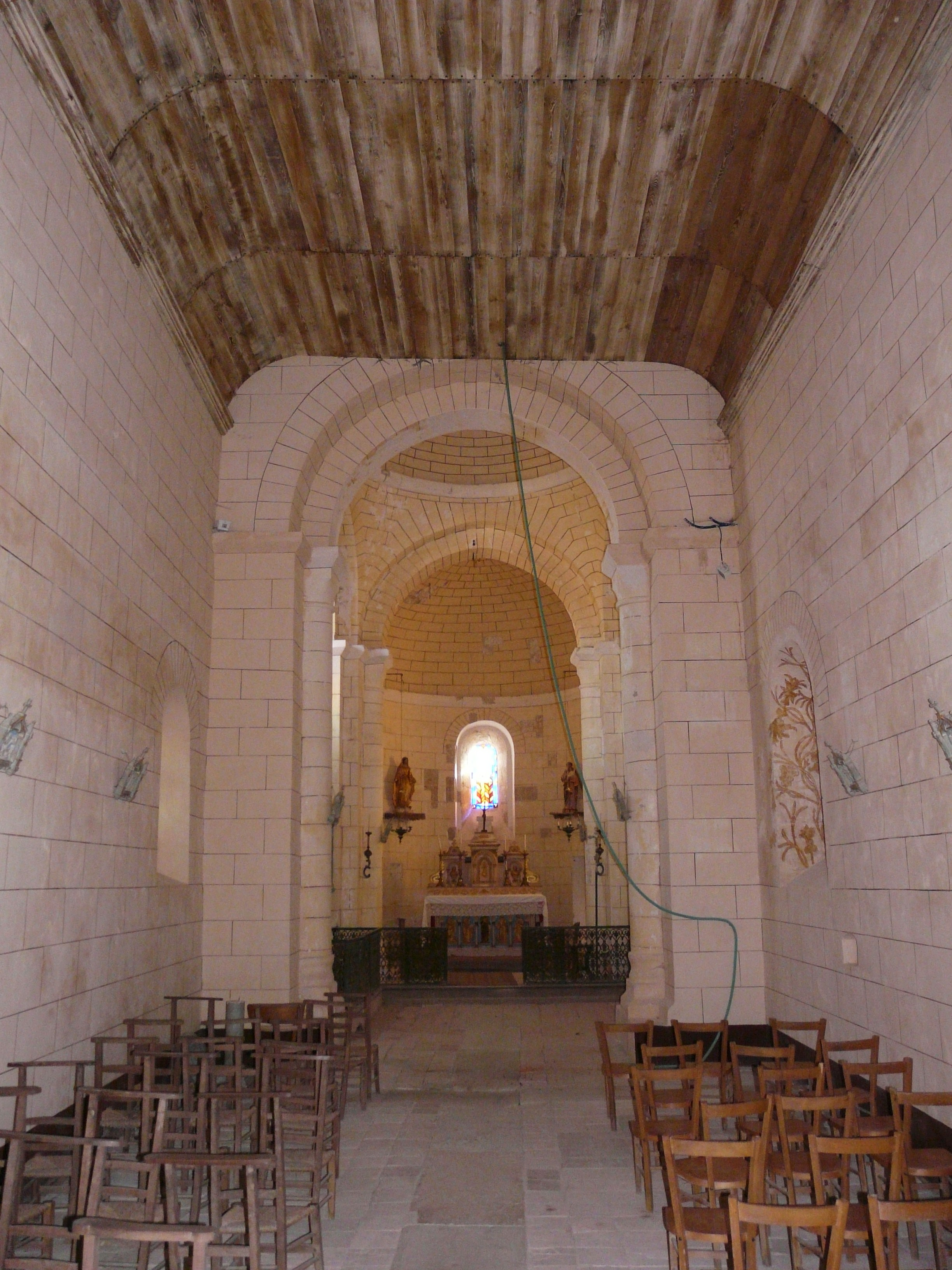
Интерьер церкви
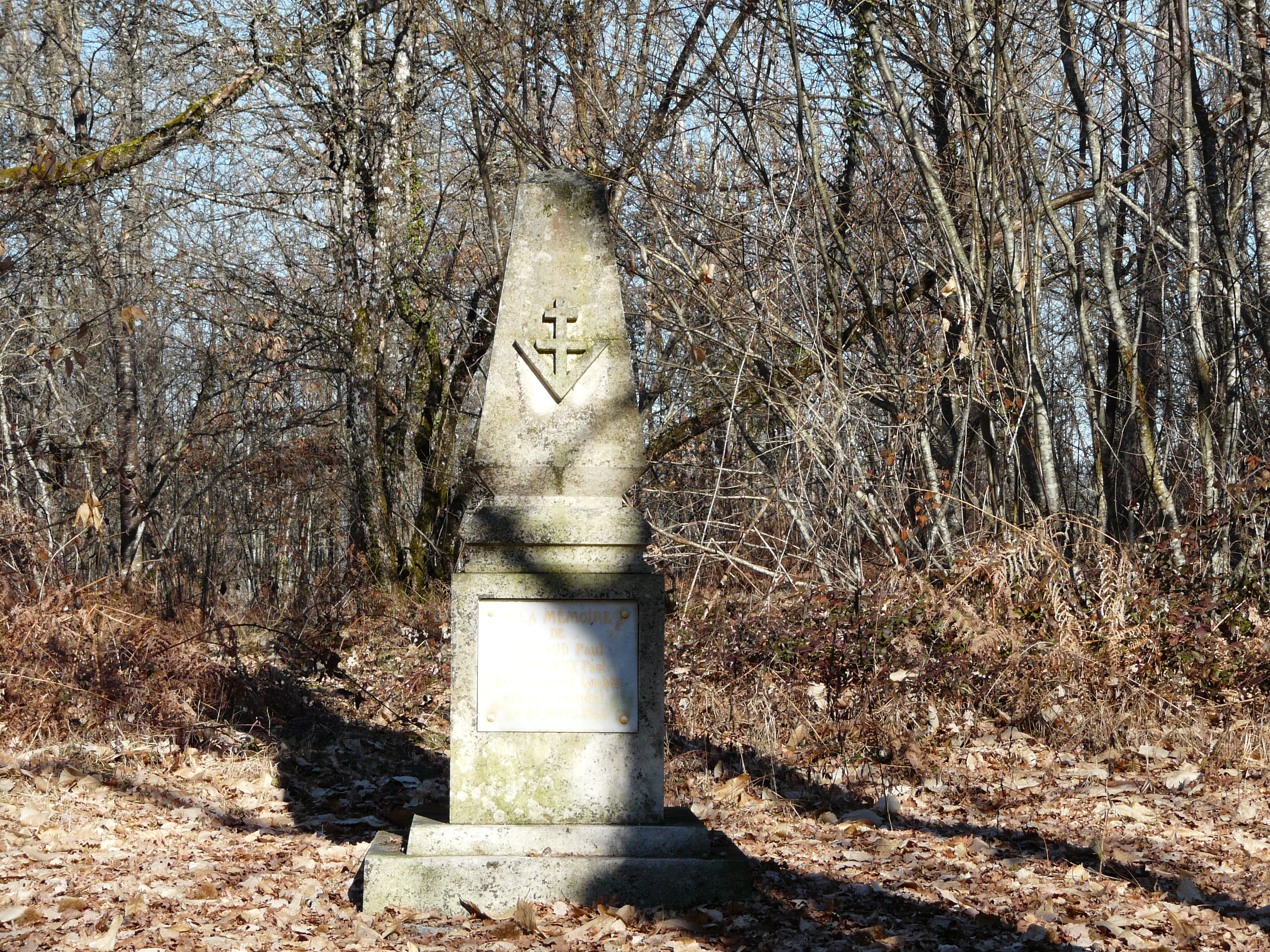
Памятник воинам, погибшим в бою у Кантийака 27 марта 1944 года